# Síndrome de McLeod
El síndrome de McLeod (o fenómeno de McLeod) es una alteración genética que puede llegar a afectar la sangre, el cerebro, el sistema nervioso periférico, músculo y corazón. Es causada por una mutación de herencia recesiva en el gen XK del cromosoma X. El gen es responsable de la producción de una proteína específica (antígeno Kell) de la superficie de los hematíes.

"Distrofia muscular ligada al cromosoma X, asociada con acantocitosis y con una alteración en el grupo sanguíneo Kaeld".

## Presentación clínica
Los pacientes generalmente debutan sintomáticamente en la década de los 50, siendo lentamente progresiva. Algunos de los síntomas y signos incluyen neuropatía periférica, miocardiopatía y anemia hemolítica. Además, se puede observar corea, tics faciales, convulsiones, demencia, crisis epilépticas y alteraciones en el comportamiento (trastornos de personalidad, ansiedad, depresión, trastornos obsesivo-compulsivos, trastornos bipolares o trastornos esquizo-afectivos). En el laboratorio se puede observar acantocitos en el frotis sanguíneo, siendo una de las pocas enfermedades en los que se ven. Además, se pueden ver elementos de anemia hemolítica (aumento de LDH, bilirrubina e índice reticulocitario elevado). Debido a la miopatía, también se puede encontrar valores elevados de creatina quinasa.
Parece que la principal causa de muerte prematura en los pacientes de MLS (síndrome de la neuroacantocitosis de Mc Leod, en sus siglas en inglés) son las enfermedades cardíacas, en especial las taquiarritmias. Se suelen emplear los antagonistas de dopamina para aliviar los trastornos de movimiento asociados. A los pacientes con esta enfermedad se les debería ofrecer ayuda asistencial multidisciplinaria de manera continua.

## Historia
El síndrome de McLeod fue descubierto en 1961 y, al igual que el sistema de antígenos Kell, fue nombrado en honor del primer paciente en quien se descubrió, un estudiante de odontología de la Universidad de Harvard, Hugh McLeod, que fue a donar sangre y en donde se observó que sus glóbulos rojos poseían una baja expresión de los antígenos del sistema de Kell, además de mostrar acantosis en el frotis.

## Caso clínico: enfermedad genética de Enrique VIII
De acuerdo con una investigación en marzo de 2011, el patrón de nacimientos de sus mujeres y su deterioro mental sugieren que el rey Enrique VIII de Inglaterra era positivo en Kell y tenía el síndrome de McLeod. Esta enfermedad hacía casi inviable que tuviera hijos varones que tanto deseaba, y razón de crear la Iglesia Anglicana, y del divorcio de Catalina de Aragón; en general, dificultaba enormemente que tuviera hijos sanos.
El rey, mientras, estuvo casado (11 de junio de 1509 - anulado el 23 de mayo de 1533) con:
- Catalina de Aragón intentó tener hijos, con resultados poco favorables: Niña abortada (31 de enero de 1510 - 31 de enero de 1510), Primer Enrique, Duque de Cornwall (11 de enero de 1511 - 22 de febrero de 1511, vivió un poco más de un mes), Hijo sin nombre (noviembre de 1513 - noviembre de 1513), Segundo Enrique, Duque de Cornwall (diciembre de 1514 - diciembre de 1514),  María I de Inglaterra (18 de febrero de 1516 - 17 de noviembre de 1558), niño sin nombre (10 de noviembre de 1518 - 11 de noviembre de 1518).

Enrique VIII mantuvo relaciones sexuales mientras estuvo casado (11 de junio de 1509 - anulado el 23 de mayo de 1533) con Catalina de Aragón, con otras mujeres con las cuales tuvo hijos e hijas:
- Con Elizabeth Blount: Henry Fitzroy (15 de junio de 1519 - 18 de junio de 1536), a pesar de ser varón era ilegítimo. Muere de tuberculosis.
- Con María Bolena, antes de casarse con su hermana Ana Bolena: Catalina Carey (1524 - 15 de enero de 1568), y Enrique Carey (4 de marzo de 1526 - 23 de julio de 1596) llevan el apellido del primer esposo de Bolena, William Carey.
- Con María Berkeley: Sir Tomás Stucley (1525 - 4 de agosto de 1578) y Sir John Perrot (1527 - septiembre de 1592), ilegítimos.
- Con Juana Dyngley: Etheldreda Malte (1529 - 1555), ilegítima.

Además de esos hijos ilegítimos conocidos, de sus otros matrimonios:
- Con Ana Bolena, (casados el 25 de enero de 1533 y anulación en 1536; fue ejecutada el 19 de mayo de 1536): Isabel I (7 de septiembre de 1533 - 24 de marzo de 1603); Eduardo Tudor (1534 - 1534) los historiadores no se ponen de acuerdo de si el niño nació y murió el mismo día de su nacimiento o de si fue un aborto. Tampoco se sabe con certeza si fue realmente un niño; Enrique Tudor (29 de enero de 1536 - 29 de enero de 1536).
- Con Jane Seymour (casados el 30 de mayo de 1536 - murió el 25 de octubre de 1537) tuvieron finalmente un niño: Eduardo VI (12 de octubre de 1537 - 6 de julio de 1553), solo vivió quince años y su madre murió doce días después del nacimiento, debido a una fiebre puerperal. Sin embargo, luego de su muerte asumió la sobrina segunda del rey Eduardo VI, Juana Grey (reinado: 10 de julio de 1553 - 19 de julio de 1553, solo nueve días: fue derrocada) y finalmente lograron subir al trono sus dos hijas, María I de Inglaterra e Isabel I de Inglaterra, gracias a la ayuda de Catalina Parr, última esposa de Enrique VIII que logró recomponer vínculos con sus hijas.
- Con Ana de Cleves (casados el 6 de enero de 1540 anulado en 1540; murió el 17 de julio de 1557, 10 años después que él), Catalina Howard (casados el 28 de julio de 1540 anulado en 1541; fue ejecutada el 13 de febrero de 1542)
- Con Catalina Parr (casados el 12 de julio de 1543; murió el 5 de septiembre de 1548, un año después del rey). No tuvieron hijos.

## Tratamiento
No existe cura para esta enfermedad. El tratamiento se basa en atender las posibles complicaciones que la enfermedad pueda llegar a provocar.

"La mayoría de los pacientes con el síndrome de McLeod desarrollan manifestaciones cardiológicas, incluyendo miocardiopatía dilatada y fibrilación auricular, las que pueden ser la causa de muerte de estos pacientes, por lo que deberían ser estrechamente vigilados ya que estas enfermedades pueden ser tratables.
Igualmente, el clínico, al diagnosticar esta enfermedad, debe estar alerta de potenciales reacciones al recibir transfusiones de sangre, con hemólisis resultante de la producción de anticuerpos anti-Kell, el antígeno que ellos carecen, por lo que sangre autóloga debería conservarse para la necesidad de una transfusión segura.
En cuanto al manejo terapéutico, éste es sólo sintomático, puede usarse neurolépticos e inhibidores de la recaptación de serotonina para el control del corea y manifestaciones psiquiátricas, respectivamente. Una de las medidas más importantes, ya que el manejo es sintomático, es el consejo genético. Las hijas de estos pacientes son portadoras obligadas de la mutación, y los hijos varones de estos descendientes presentan 50% de riesgo de ser portadores de la enfermedad. Información muy importante que es necesario dar a conocer a la familia.

En conclusión, este síndrome debe considerarse al estudiar un trastorno del movimiento de presentación familiar, afectando hombres y especialmente si hay marcada sintomatología psiquiátrica. La solicitud dirigida al laboratorio de hematología para la búsqueda de acantocitosis con el método descrito, incrementará la certeza diagnóstica de esta enfermedad."

## Curiosidades
- En el episodio número 12 "Ud. debe recordar"[7] de la séptima temporada de la popular serie Dr. House el paciente principal es diagnosticado con esta enfermedad.